# John Hodgson (cầu thủ bóng đá, sinh năm 1900)
John William R. Hodgson (28 tháng 9 năm 1900 – 3 tháng 1 năm 1959) là một cầu thủ bóng đá người Anh thi đấu ở vị trí hậu vệ thi đấu tại Football League cho Brentford.

## Thống kê sự nghiệp
| Câu lạc bộ     | Mùa giải       | Giải vô địch         | Giải vô địch | Giải vô địch | Cúp FA | Cúp FA | Tổng | Tổng |
| Câu lạc bộ     | Mùa giải       | Hạng đấu             | Trận         | Bàn          | Trận   | Bàn    | Trận | Bàn  |
| -------------- | -------------- | -------------------- | ------------ | ------------ | ------ | ------ | ---- | ---- |
| Brentford      | 1926–27        | Third Division South | 4            | 0            | 0      | 0      | 4    | 0    |
| Tổng sự nghiệp | Tổng sự nghiệp | Tổng sự nghiệp       | 4            | 0            | 0      | 0      | 4    | 0    |